# Velká cena Indianapolis silničních motocyklů 2008
Velká cena Indianapolis silničních motocyklů 2008 se uskutečnila od 12.-14. září, 2008 na okruhu Indianapolis Motor Speedway. Třída 250cc se pro nepřízeň počasí nejela.

## MotoGP
Poprvé v historii Mistrovství světa silničních motocyklů zavítali jezdci a týmy na okruh Indianapolis. Valentino Rossi si před začátkem závodu stěžoval na špatné odvodnění v případě deštivých podmínek. Sedminásobný mistr světa se ocitl velmi blízko zisku osmého titulu. Jeho náskok na druhého Caseyho Stonera činil 75 bodů.
Den po Velké ceně San Marina zůstal na testování Španěl Dani Pedrosa. Trojnásobný mistr světa z nižších kubatur se zaměřil na nové pneumatiky a motor Honda RC212V s pneumatickými ventily. Absolvoval 81 kol s nejrychlejším časem 1:34.652.
Sete Gibernau již údajně podepsal smlouvu s Ducati na rok 2009. Měl by startovat v týmu,který povede Angel Nieto. Sponzorem nového satelitního týmu by měla být stavební firma Onde 2000.
Rizla Suzuki postaví pro Bena Spiese třetí motocykl na závod v Indianapolis. Bude to tak už jeho třetí letošní start a druhý na divokou kartu. Pro příští rok je Spies spojován s týmy Gresini, Suzuki a Scot.

### Kvalifikace
| *                                                | *                                                 | *                                                |
| _______1_______ Valentino Rossi Yamaha 1:40.776  |                                                   |                                                  |
|                                                  | _______2_______ Casey Stoner Ducati 1:40.860      |                                                  |
|                                                  |                                                   | _______3_______ Jorge Lorenzo Yamaha 1:41.177    |
| _______4_______ Nicky Hayden Honda 1:41.271      |                                                   |                                                  |
|                                                  | _______5_______ Ben Spies Suzuki 1:41.464         |                                                  |
|                                                  |                                                   | _______6_______ Randy de Puniet Honda 1:41.492   |
| _______7_______ Andrea Dovizioso Honda 1:41.744  |                                                   |                                                  |
|                                                  | _______8_______ Daniel Pedrosa Honda 1:41.754     |                                                  |
|                                                  |                                                   | _______9_______ Toni Elias Ducati 1:41.886       |
| _______10_______ James Toseland Yamaha 1:41.897  |                                                   |                                                  |
|                                                  | _______11_______ Colin Edwards Yamaha 1:41.934    |                                                  |
|                                                  |                                                   | _______12_______ Alex de Angelis Honda 1:41.969  |
| _______13_______ Loris Capirossi Suzuki 1:42.305 |                                                   |                                                  |
|                                                  | _______14_______ Sylvain Guintoli Ducati 1:42.405 |                                                  |
|                                                  |                                                   | _______15_______ Chris Vermeulen Suzuki 1:42.551 |
| _______16_______ John Hopkins Kawasaki 1:42.673  |                                                   |                                                  |
|                                                  | _______17_______ Shinya Nakano Honda 1:42.732     |                                                  |
|                                                  |                                                   | _______18_______ Marco Melandri Ducati 1:43.807  |
| _______19_______ Anthony West Kawasaki 1:43.931  |                                                   |                                                  |
| ------------------------------------------------ | ------------------------------------------------- | ------------------------------------------------ |

### Závod
| Pozice | #  | Jezdec           | Stroj    | Kola | Čas       | Rošt | Body |
| ------ | -- | ---------------- | -------- | ---- | --------- | ---- | ---- |
| 1      | 46 | Valentino Rossi  | Yamaha   | 20   | 37:20.095 | 1    | 25   |
| 2      | 69 | Nicky Hayden     | Honda    | 20   | +5.972    | 4    | 20   |
| 3      | 48 | Jorge Lorenzo    | Yamaha   | 20   | +7.858    | 3    | 16   |
| 4      | 1  | Casey Stoner     | Ducati   | 20   | +28.162   | 2    | 13   |
| 5      | 4  | Andrea Dovizioso | Honda    | 20   | +28.824   | 7    | 11   |
| 6      | 11 | Ben Spies        | Suzuki   | 20   | +29.645   | 5    | 10   |
| 7      | 50 | Sylvain Guintoli | Ducati   | 20   | +36.223   | 14   | 9    |
| 8      | 2  | Daniel Pedrosa   | Honda    | 20   | +37.258   | 8    | 8    |
| 9      | 7  | Chris Vermeulen  | Suzuki   | 20   | +38.442   | 15   | 7    |
| 10     | 15 | Alex de Angelis  | Honda    | 20   | +42.437   | 12   | 6    |
| 11     | 13 | Anthony West     | Kawasaki | 20   | +47.179   | 19   | 5    |
| 12     | 24 | Toni Elias       | Ducati   | 20   | +55.962   | 9    | 4    |
| 13     | 14 | Randy de Puniet  | Honda    | 20   | +57.366   | 6    | 3    |
| 14     | 21 | John Hopkins     | Kawasaki | 20   | +58.353   | 16   | 2    |
| 15     | 5  | Colin Edwards    | Yamaha   | 20   | +1:00.613 | 11   | 1    |
| 16     | 65 | Loris Capirossi  | Suzuki   | 20   | +1:05.620 | 13   |      |
| 17     | 56 | Shinya Nakano    | Honda    | 20   | +1:05.854 | 17   |      |
| 18     | 52 | James Toseland   | Yamaha   | 20   | +1:07.968 | 10   |      |
| 19     | 33 | Marco Melandri   | Ducati   | 20   | +1:21.023 | 18   |      |

### Zajímavosti
Jezdec na divokou kartu Ben Spies byl nejlepším z trojice Suzuki.
Nicky Hayden si na domácí půdě vybojoval své nejlepší letošní umístění a první letošní stupně vítězů.

### Průběžná klasifikace jezdců a týmů
| Pos | #  | Jezdec           | Stroj  | Body |
| --- | -- | ---------------- | ------ | ---- |
| 1   | 46 | Valentino Rossi  | Yamaha | 287  |
| 2   | 1  | Casey Stoner     | Ducati | 200  |
| 3   | 2  | Daniel Pedrosa   | Honda  | 193  |
| 4   | 48 | Jorge Lorenzo    | Yamaha | 156  |
| 5   | 4  | Andrea Dovizioso | Honda  | 129  |
| 6   | 7  | Chris Vermeulen  | Suzuki | 117  |
| 7   | 5  | Colin Edwards    | Yamaha | 109  |
| 8   | 69 | Nicky Hayden     | Honda  | 104  |
| 9   | 56 | Shinya Nakano    | Honda  | 87   |
| 10  | 24 | Toni Elias       | Ducati | 86   |

| Pos | Tým                     | Továrna  | Body |
| --- | ----------------------- | -------- | ---- |
| 1   | Fiat Yamaha Team        | Yamaha   | 443  |
| 2   | Repsol Honda Team       | Honda    | 299  |
| 3   | Ducati Marlboro Team    | Ducati   | 248  |
| 4   | Rizla Suzuki MotoGP     | Suzuki   | 223  |
| 5   | Tech 3 Yamaha           | Yamaha   | 194  |
| 6   | Alice Team              | Ducati   | 143  |
| 7   | San Carlo Honda Gresini | Honda    | 143  |
| 8   | JiR Team Scot MotoGP    | Honda    | 124  |
| 9   | Kawasaki Racing Team    | Kawasaki | 87   |
| 10  | LCR Honda MotoGP        | Honda    | 43   |

| Pos | Továrna  | Body |
| --- | -------- | ---- |
| 1   | Yamaha   | 310  |
| 2   | Honda    | 243  |
| 3   | Ducati   | 241  |
| 4   | Suzuki   | 149  |
| 5   | Kawasaki | 71   |

## 250cc

### Kvalifikace
| *                                                   | *                                                  | *                                                | *                                                 |
| _______1_______ Marco Simoncelli Gilera 1:45.168    |                                                    |                                                  |                                                   |
|                                                     | _______2_______ Hector Barbera Aprilia 1:45.537    |                                                  |                                                   |
|                                                     |                                                    | _______3_______ Mika Kallio KTM 1:45.563         |                                                   |
|                                                     |                                                    |                                                  | _______4_______ Alex Debon Aprilia 1:45.601       |
| _______5_______ Hiroshi Aoyama KTM 1:45.850         |                                                    |                                                  |                                                   |
|                                                     | _______6_______ Alvaro Bautista Aprilia 1:46.174   |                                                  |                                                   |
|                                                     |                                                    | _______7_______ Mattia Pasini Aprilia 1:46.322   |                                                   |
|                                                     |                                                    |                                                  | _______8_______ Hector Faubel Aprilia 1:46.360    |
| _______9_______ Lukáš Pešek Aprilia 1:46.370        |                                                    |                                                  |                                                   |
|                                                     | _______10_______ Julian Simon KTM 1:46.687         |                                                  |                                                   |
|                                                     |                                                    | _______11_______ Yuki Takahashi Honda 1:46.739   |                                                   |
|                                                     |                                                    |                                                  | _______12_______ Aleix Espargaro Aprilia 1:46.835 |
| _______13_______ Ratthapark Wilairot Honda 1:46.847 |                                                    |                                                  |                                                   |
|                                                     | _______14_______ Roberto Locatelli Gilera 1:47.049 |                                                  |                                                   |
|                                                     |                                                    | _______15_______ Karel Abraham Aprilia 1:47.974  |                                                   |
|                                                     |                                                    |                                                  | _______16_______ Stefano Bianco Gilera 1:48.620   |
| _______17_______ Manuel Hernandez Aprilia 1:49.024  |                                                    |                                                  |                                                   |
|                                                     | _______18_______ Doni Tata Pradita Yamaha 1:49.089 |                                                  |                                                   |
|                                                     |                                                    | _______19_______ Simone Grotzkyj Gilera 1:49.666 |                                                   |
|                                                     |                                                    |                                                  | _______20_______ Imre Toth Aprilia 1:49.758       |
| _______21_______ Alex Baldolini Aprilia 1:50.694    |                                                    |                                                  |                                                   |
|                                                     | _______22_______ Eugene Laverty Aprilia 1:51.097   |                                                  |                                                   |
|                                                     |                                                    | _______23_______ Barrett Long Yamaha 1:52.384    |                                                   |
| --------------------------------------------------- | -------------------------------------------------- | ------------------------------------------------ | ------------------------------------------------- |

### Závod
Pro velmi nepříznivé podmínky byl závod zrušen.

## 125cc

### Kvalifikace
| *                                               | *                                                   | *                                                  | *                                                     |
| _______1_______ Pol Espargaro Derbi 1:50.475    |                                                     |                                                    |                                                       |
|                                                 | _______2_______ Mike Di Meglio Derbi 1:50.844       |                                                    |                                                       |
|                                                 |                                                     | _______3_______ Stefan Bradl Aprilia 1:50.878      |                                                       |
|                                                 |                                                     |                                                    | _______4_______ Danny Webb Aprilia 1:51.000           |
| _______5_______ Andrea Iannone Aprilia 1:51.031 |                                                     |                                                    |                                                       |
|                                                 | _______6_______ Nicolas Terol Aprilia 1:51.179      |                                                    |                                                       |
|                                                 |                                                     | _______7_______ Simone Corsi Aprilia 1:51.211      |                                                       |
|                                                 |                                                     |                                                    | _______8_______ Dominique Aegerter Derbi 1:51.260     |
| _______9_______ Scott Redding Aprilia 1:51.274  |                                                     |                                                    |                                                       |
|                                                 | _______10_______ Sandro Cortese Aprilia 1:51.551    |                                                    |                                                       |
|                                                 |                                                     | _______11_______ Bradley Smith Aprilia 1:51.572    |                                                       |
|                                                 |                                                     |                                                    | _______12_______ Joan Olive Derbi 1:51.985            |
| _______13_______ Marc Marquez KTM 1:52.069      |                                                     |                                                    |                                                       |
|                                                 | _______14_______ Takaaki Nakagami Aprilia 1:52.076  |                                                    |                                                       |
|                                                 |                                                     | _______15_______ Stevie Bonsey Aprilia 1:52.086    |                                                       |
|                                                 |                                                     |                                                    | _______16_______ Gábor Talmácsi Aprilia 1:52.170      |
| _______17_______ Raffaele de Rosa KTM 1:52.358  |                                                     |                                                    |                                                       |
|                                                 | _______18_______ Tomoyoshi Koyama KTM 1:52.635      |                                                    |                                                       |
|                                                 |                                                     | _______19_______ Michael Ranseder Aprilia 1:52.759 |                                                       |
|                                                 |                                                     |                                                    | _______20_______ Pablo Nieto KTM 1:53.053             |
| _______21_______ Esteve Rabat KTM 1:53.115      |                                                     |                                                    |                                                       |
|                                                 | _______22_______ Robin Lasser Aprilia 1:53.137      |                                                    |                                                       |
|                                                 |                                                     | _______23_______ Sergio Gadea Aprilia 1:53.140     |                                                       |
|                                                 |                                                     |                                                    | _______24_______ Efren Vazuqez Aprilia 1:53.155       |
| _______25_______ PJ Jacobsen Aprilia 1:53.209   |                                                     |                                                    |                                                       |
|                                                 | _______26_______ Marco Ravaioli Aprilia 1:53.239    |                                                    |                                                       |
|                                                 |                                                     | _______27_______ Alexis Masbou Loncin 1:53.478     |                                                       |
|                                                 |                                                     |                                                    | _______28_______ Lorenzo Zanetti KTM 1:53.683         |
| _______29_______ Jonas Folger KTM 1:53.774      |                                                     |                                                    |                                                       |
|                                                 | _______30_______ Hugo van den Berg Aprilia 1:53.931 |                                                    |                                                       |
|                                                 |                                                     | _______31_______ Jules Cluzel Loncin 1:54.414      |                                                       |
|                                                 |                                                     |                                                    | _______32_______ Robert Muresan Aprilia 1:54.732      |
| _______33_______ Davide Stirpe KTM 1:55.279     |                                                     |                                                    |                                                       |
|                                                 | _______34_______ Bastien Chesaux Aprilia 1:55.440   |                                                    |                                                       |
|                                                 |                                                     | _______35_______ Cyril Carrillo Honda 1:55.697     |                                                       |
|                                                 |                                                     |                                                    | _______36_______ Kristian Lee Turner Aprilia 1:56.703 |
| ----------------------------------------------- | --------------------------------------------------- | -------------------------------------------------- | ----------------------------------------------------- |

### Závod
| Pozice | #  | Jezdec              | Stroj   | Kola | Čas       | Rošt | Body |
| ------ | -- | ------------------- | ------- | ---- | --------- | ---- | ---- |
| 1      | 1  | Nicolas Terol       | Aprilia | 16   | 29:51.350 | 6    | 25   |
| 2      | 44 | Pol Espargaro       | Derbi   | 16   | +1.708    | 1    | 20   |
| 3      | 17 | Stefan Bradl        | Aprilia | 16   | +3.984    | 3    | 16   |
| 4      | 45 | Scott Redding       | Aprilia | 16   | +4.277    | 9    | 13   |
| 5      | 11 | Sandro Cortese      | Aprilia | 16   | +4.413    | 10   | 11   |
| 6      | 93 | Marc Marquez        | KTM     | 16   | +4.454    | 13   | 10   |
| 7      | 24 | Simone Corsi        | Aprilia | 16   | +6.261    | 7    | 9    |
| 8      | 38 | Bradley Smith       | Aprilia | 16   | +7.782    | 11   | 8    |
| 9      | 51 | Stevie Bonsey       | Aprilia | 16   | +12.035   | 15   | 7    |
| 10     | 63 | Mike Di Meglio      | Derbi   | 16   | +12.251   | 2    | 6    |
| 11     | 77 | Dominique Aegerter  | Derbi   | 16   | +15.465   | 8    | 5    |
| 12     | 6  | Joan Olive          | Derbi   | 16   | +18.312   | 12   | 4    |
| 13     | 35 | Raffaele de Rosa    | KTM     | 16   | +20.137   | 17   | 3    |
| 14     | 1  | Gábor Talmácsi      | Aprilia | 16   | +24.651   | 16   | 2    |
| 15     | 99 | Danny Webb          | Aprilia | 16   | +27.592   | 4    | 1    |
| 16     | 16 | Jules Cluzel        | Loncin  | 16   | +35.432   | 31   |      |
| 17     | 21 | Robin Lasser        | Aprilia | 16   | +37.082   | 22   |      |
| 18     | 33 | Sergio Gadea        | Aprilia | 16   | +38.549   | 23   |      |
| 19     | 71 | Tomoyoshi Koyama    | KTM     | 16   | +38.571   | 18   |      |
| 20     | 7  | Efren Vazquez       | Aprilia | 16   | +40.991   | 24   |      |
| 21     | 56 | Hugo van den Berg   | Aprilia | 16   | +1:06.197 | 30   |      |
| 22     | 54 | PJ Jacobsen         | Aprilia | 16   | +1:06.327 | 25   |      |
| 23     | 48 | Bastien Chesaux     | Aprilia | 16   | +1:07.067 | 34   |      |
| 24     | 94 | Jonas Folger        | KTM     | 16   | +1:14.709 | 29   |      |
| 25     | 95 | Robert Muresan      | Aprilia | 16   | +1:20.413 | 32   |      |
| 26     | 5  | Alexis Masbou       | Loncin  | 16   | +1:21.880 | 27   |      |
| 27     | 74 | Davide Stirpe       | KTM     | 16   | +1:22.026 | 33   |      |
| 28     | 36 | Cyril Carrillo      | Honda   | 16   | +1:22.159 | 35   |      |
| 29     | 90 | Kristian Lee Turner | Aprilia | 16   | +2:11.524 | 36   |      |
| Ret    | 8  | Lorenzo Zanetti     | KTM     | 12   | Porucha   | 28   |      |
| Ret    | 72 | Marco Ravaioli      | Aprilia | 9    | Nehoda    | 26   |      |
| Ret    | 22 | Pablo Nieto         | KTM     | 8    | Porucha   | 20   |      |
| Ret    | 60 | Michael Ranseder    | Aprilia | 6    | Nehoda    | 19   |      |
| Ret    | 73 | Takaaki Nakagami    | Aprilia | 5    | Nehoda    | 14   |      |
| Ret    | 29 | Andrea Iannone      | Aprilia | 4    | Porucha   | 5    |      |
| Ret    | 12 | Esteve Rabat        | KTM     | 1    | Kolize    | 21   |      |

### Průběžná klasifikace jezdců a týmů
| Pos | #  | Jezdec         | Stroj   | Body |
| --- | -- | -------------- | ------- | ---- |
| 1   | 63 | Mike Di Meglio | Derbi   | 192  |
| 2   | 24 | Simone Corsi   | Aprilia | 167  |
| 3   | 1  | Gábor Talmácsi | Aprilia | 149  |
| 4   | 17 | Stefan Bradl   | Aprilia | 142  |
| 5   | 18 | Nicolas Terol  | Aprilia | 138  |
| 6   | 6  | Joan Olive     | Derbi   | 118  |
| 7   | 38 | Bradley Smith  | Aprilia | 117  |
| 8   | 44 | Pol Espargaro  | Derbi   | 103  |
| 9   | 11 | Sandro Cortese | Aprilia | 97   |
| 10  | 45 | Scott Redding  | Aprilia | 83   |

| Pos | Továrna | Body |
| --- | ------- | ---- |
| 1   | Aprilia | 306  |
| 2   | Derbi   | 247  |
| 3   | KTM     | 95   |
| 4   | Honda   | 3    |
| 5   | Loncin  | 1    |

| Předchozí Velká cena: Velká cena San Marina 2008 | Mistrovství světa silničních motocyklů 2008 | Následující Velká cena: Velká cena Japonska 2008 |
| Předchozí ročník: '                              | Velká cena Indianapolis                     | Následující ročník: Velká cena Indianapolis 2009 |